# Costarica hamata
Costarica hamata är en gurkväxtart som beskrevs av L.D. Gómez P.. Costarica hamata ingår i släktet Costarica, och familjen gurkväxter. Inga underarter finns listade i Catalogue of Life.